# Laurindo Almeida
Laurindo Almeida (San Paolo, 2 settembre 1917 – Van Nuys, 26 giugno 1995) è stato un chitarrista brasiliano, considerato fra i più importanti nel panorama della musica brasiliana del XX secolo. Ha vinto 5 Grammy Awards e ottenuto 14 Nomination.

## Biografia
La sua carriera professionale ebbe inizio verso la fine degli anni quaranta, quando Laurindo entrò a far parte dell'orchestra di Stan Kenton. Nel 1950 suonò con il gruppo vocale Four Freshmen e in seguito con Pete Rugolo.
Nel 1953 incise assieme al sassofonista Bud Shank una serie di dischi, un primo assaggio dello stile poi denominato "bossa nova", una fusione di musica popolare brasiliana con il jazz di matrice statunitense. Nel 1959 collaborò nell'album The Versatile Henry Mancini And His Orchestra.
Almeida alternò le sue esibizioni in stile latin jazz con quella della musica classica e leggera. In seguito si unì al pianista John Lewis e poi al Modern Jazz Quartet.
Dopo aver registrato con il flautista Herbie Mann, all'inizio degli anni settanta, ritrovò Bud Shank con cui fondò il gruppo dei L.A. Four (Bud Shank, Jeff Hamilton, Laurindo Almeida, Ray Brown).
Dagli inizi degli anni ottanta ebbe inizio la sua collaborazione con il chitarrista Charlie Byrd con cui incise alcuni dischi come Brazilian Soul e Tango.

## Eredità culturale
L'archivio di Laurindo Almeida è reperibile nella statunitense Library of Congress. Ha composto più di 1 000 brani, tra cui 200 canzoni popolari. Nel 1952 Almeida ha fondato la sua casa editrice, Brazilliance, che ha promosso la diffusione della musica latinoamericana. Come descritto dagli autori Chris McGowan e Ricardo Pessanha, Laurindo Almeida era "... un artista noto per la sua maestria armonica, le dinamiche sottili, i ricchi abbellimenti e le capacità di improvvisazione in una grande varietà di generi."

## Discografia parziale
- Laurindo Almeida Quartet Featuring Bud Shank – 1953 Pacific Jazz
- Laurindo Almeida Quartet Featuring Bud Shank (singolo) – 1956 Vogue Records
- Guitar Music Of Spain (singolo), Laurindo Almeida – 1956 Capitol
- Delightfully Modern, The Chico Hamilton Quintet/The Laurindo Almeida Quartet – 1957 Jazztone
- Stan Kenton, Lush Interlude - 1958 Creative World
- Duets With The Spanish Guitar - Laurindo Almeida/Martin Ruderman/Salli Terri, 1958 Capitol
- The Versatile Henry Mancini And His Orchestra, Henry Mancini And His Orchestra – 1959 Liberty
- For My True Love - Laurindo Almeida/Salli Terri/Martin Ruderman, 1959 Capitol
- Laurindo Almeida, Conversations With the Guitar - 1961 Capitol - Grammy Award for Best Chamber Music Performance 1961
- The Spanish Guitars Of Laurindo Almeida - 1961 Capitol - Grammy Award for Best Instrumental Soloist Performance (without orchestra) 1961
- Brazilliance, Laurindo Almeida Featuring Bud Shank – 1961 World Pacific
- Viva Bossa Nova!, Laurindo Almeida & The Bossa Nova Allstars – 1962 Capitol
- Bossa Nova (singolo), Laurindo Almeida And The Bossa Nova Allstars – 1962 Capitol
- Reverie for Spanish Guitars, Laurindo Almeida - 1962 Capitol/Marathon Media International - Grammy Award for Best Instrumental Soloist Performance (without orchestra) e Grammy Award alla miglior composizione di musica contemporanea per il brano Discantus 1962
- The Intimate Bach, Duets with the Spanish Guitar Vol. 2 - 1962 Capitol
- Brazilliance Vol. 2 - Bud Shank Featuring Laurindo Almeida, 1962 World-Pacific
- Stan Getz, With guest artist Laurindo Almeida - 1963 Verve
- Brazilliance Vol. 3, Bud Shank Featuring Laurindo Almeida – 1963 World-Pacific
- Herbie Mann, Sound Of Mann - 1963 Verve
- It's A Bossa Nova World: International Hits In Jazz Samba Arrangements, Laurindo Almeida & The Bossa Nova Allstars – 1963 Capitol
- Ole! Bossa Nova!, Laurindo Almeida & The Bossa Nova Allstars – 1963 Capitol
- Softly, The Brazilian Sound - Joanie Sommers with Laurindo Almeida, 1964 Warner Bros.
- Laurindo Almeida, Guitar From Ipanema - 1964 Capitol - Grammy Award for Best Large Jazz Ensemble Album 1965
- Modern Jazz Quartet, The Guest Star Laurindo Almeida - 1964 Philips
- Gone With The Wave, Lalo Schifrin – 1965 Colpix Records
- ...Together, Rafael Méndez And Laurindo Almeida – 1967 Decca
- Serenade (singolo), Laurindo Almeida – 1967 Coral
- The Guitar Of Laurindo Almeida, Laurindo Almeida – 1969 Capitol
- Bach Ground Blues & Green, Laurindo Almeida & Ray Brown – 1970 Century City
- Sammy Davis Jr. Sings And Laurindo Almeida Plays And The Results Are Incomparable - Sammy Davis Jr./Laurindo Almeida, 1971 Reprise Records
- Virtuoso!, Deltra Eamon/Laurindo Almeida – 1972 Orion
- The L.A. Four Scores!, The L.A. Four – 1975 Concord Jazz
- The L.A.4, LA4 – 1976 Concord Jazz/Fonit-Cetra
- Pavane Pour Une Infante Defunte, L.A. 4 – 1977 East Wind
- Going Home, The L.A. Four – 1977 East Wind
- Virtuoso Guitar, Laurindo Almeida (LP e singolo) – 1977 Crystal Clear Records
- Just Friends, L.A. 4 – 1978 Toshiba EMI Ltd/Concord Jazz
- Watch What Happens, L.A.4 – 1978 Concord Jazz
- Live At Montreux, LA4 – 1979 Concord Jazz
- Zaca, LA4 – 1980 Concord Jazz
- Montage, LA4 – 1981 Concord Jazz
- Moonlight Serenade, Ray Brown & Laurindo Almeida – 1981 Jeton
- Brazilian Soul, Laurindo Almeida e Charlie Byrd – 1981 Concord Jazz Picante
- Latin Odyssey, Laurindo Almeida e Charlie Byrd – 1983 Concord Jazz Picante
- Artistry In Rhythm, The Laurindo Almeida Trio – 1984 Concord Jazz
- Tango, Laurindo Almeida e Charlie Byrd – 1985 Concord
- 3 Guitars 3, Laurindo Almeida/Sharon Isbin/Larry Coryell – 1985 Pro Arte
- Music of the Brazilian Masters, Laurindo Almeida, Carlos Barbosa-Lima & Charlie Byrd - 1989 Concord Jazz
- Brasil Guitar Magic, Laurindo Almeida/Baden Powell de Aquino – 1999 Proper Records
- Brazil & Beyond, Laurindo Almeida e Charlie Byrd – 2003 Concord Picante
- Brasilien Jazz Und Poesie So Begann Bossa Nova, Bud Shank, Laurindo Almeida, Gary Peacock, Chuck Flores, Harry Babasin, Roy Harte – Philips
- Fugue In A Minor/Foi A Saudade (singolo), The Modern Jazz Quartet con Laurindo Almeida – Atlantic
- Guest Star Laurindo Almeida (singolo), The Modern Jazz Quartet & Laurindo Almeida – PGP RTB
- One Note Samba (singolo), The Modern Jazz Quartet con Laurindo Almeida – Atlantic
- Music From The RKO Picture Naked Sea (singolo), Laurindo Almeida e George Fields – Capitol